# 西村口音
西村口音，又稱西村話，是汉藏语系汉语族粵語廣州話的一種子方言（或稱口音），指以往居住在廣州市西村地區一帶的居民（老街坊）所操粵語之地方口音。

## 使用人群
西村口音使用人群主要是以往居住在廣州市西村地區一帶的居民（老街坊）。現在傳統意義上的“西村”已遭拆遷，西村口音已經失落。

## 與廣州地區其他粵語（城內音）的區別

### 某些字彙發音不同
- 㧾（扌忽，fat7）：城内作𢳂（扌毕，bat7），意“舀”。
- 床：西村口音讀song4，城内音讀cong4。
- 為因：因爲。
- can3 ngaa4：突然。
- pou5 pun5 pou5 pit9：形容水或液體髒。
- 喫（jaak8）：城内作“食”，意“吃”。
- 勻：城内作“次”或“過”，如“去過兩勻（去過兩次）”、“高勻我（比我高）”。
- di6 go3：表示程度深，如“攰到我咩di6 go3（累死我了）”。
- 心勻諗：城内作“心諗”，意“心想”。
- ing：即城内音中的ang。例如“等阵”会念成“ding2阵”

### 其他
由於西村靠近西關，因此與西關口音差別不大，可參見西關口音。

## 外部連結
- 粵語協會 （页面存档备份，存于）
- 粵語會館
- 粵語文化傳播協會 （页面存档备份，存于）